# Могойто (сельское поселение)
Се́льское поселе́ние «Мого́йто» (бур. Могойтын hомон) — муниципальное образование в Курумканском районе Бурятии Российской Федерации.
Административный центр — село Могойто.

## История
Статус и границы сельского поселения установлены Законом Республики Бурятия от 31 декабря 2004 года № 985-III «Об установлении границ, образовании и наделении статусом муниципальных образований в Республике Бурятия».

## Население
| 2002 | 2011 | 2012 | 2013 | 2014 | 2015 | 2016 |
| ---- | ---- | ---- | ---- | ---- | ---- | ---- |
| 1097 | ↘994 | ↗998 | ↘988 | ↘985 | ↘959 | ↘937 |
| 2017 | 2018 | 2019 | 2020 | 2021 | 2023 | 2024 |
| ↘930 | ↘904 | ↗914 | ↘887 | ↗933 | ↘916 | ↘902 |

## Состав сельского поселения
| № | Населённый пункт | Тип населённого пункта       | Население |
| - | ---------------- | ---------------------------- | --------- |
| 1 | Могойто          | село, административный центр | ↘902      |